# The Pearl (album)
The Pearl este un album ambient al muzicienilor Harold Budd și Brian Eno, ce a fost lansat în 1984. Acest album e similar colaborării anterioare dintre Budd și Eno, Ambient 2: The Plateaux of Mirror, compus în mare parte din texture de pian tratate în mod subtil, de această dată însă cu înregistrări din natură și prelucrări electronice mai pronunțate. Acest album a fost produs împreună cu Daniel Lanois, care e de asemenea creditat pe coperta frontală.

## Reacția critică
Albumul a fost primit bine de către critici. Ned Raggett, ce scrie pentru Allmusic, a declarat: 
”Facând, în unele aspecte, pe omologul albumului Ambient 2, cu aceeași discreție, frumusețea volatilă pe care parteneriatul a scos-o la iveală în acel album, The Pearl, este atât de bun încât, în mod instantaneau, conturează mainstream-ul new age ca pe un gloopy schlock, ce ce și este de cele mai multe ori este. Un alt punct cheie este modul în care Budd captează ceea ce este în esență stilul ambient în general și ceea ce reprezintă. ”Against the sky” este un exemplu puternic, îl poți asculta cu concentrare dar poate fi și lăsat ca muzică de atmosferă, fiind în același timp atât frumos cât și obsedant dar nu într-un sens deranjant. Alte piese de referință includ acel titlu simplu înselător, la fel de seren ca orice piesă care a fost vreodată inregistrată, și finalul „Still Return”, aducând The Pearl pe un ultim vârf de frumusețe".

## Lista pieselor
1. "Late October" – 4:38
2. "A Stream with Bright Fish" – 3:54
3. "The Silver Ball" – 3:26
4. "Against the Sky" – 4:46
5. "Lost in the Humming Air" – 4:49
6. "Dark-Eyed Sister" – 4:36
7. "Their Memories" – 2:54
8. "The Pearl" – 3:07
9. "Foreshadowed" – 3:54
10. "An Echo of Night" – 2:22
11. "Still Return" – 4:11